# Římskokatolická farnost Dobrá Voda u Nových Hradů
Římskokatolická farnost Dobrá Voda je územním společenstvím římských katolíků v rámci vikariátu České Budějovice – venkov českobudějovické diecéze v obci Dobrá Voda.

## O farnosti

### Historie
Ke konci 17. století se na místě dnešní vsi Dobrá Voda objevil zázračný léčivý pramen. Několik obyvatel z okolí Horní Stropnice mělo zjevení, týkající se nového pramínku. Roku 1701 Matyáš Egidi dostal ve snu příkaz, zbudovat na místě, kde voda vyvěrala postavit kapli. On uposlechl a kapličku postavil. Záhy k léčivému prameni začaly putovat davy poutníku jak z Rakous, tak z Čech. Brzy malý svatostánek nestačil a tak začal hrabě Albert Karel Buquoy budovat velký kostel. Základní kámen byl položen 13. května 1706. První mše svatá v tomto chrámu se datuje k 1. srpnu 1709. Fara naproti byla dokončena v roce 1719. V průběhu komunistického režimu celé poutní místo zchátralo.

### Současnost
Fara naproti kostelu byla nakonec věnována pod správu řádu Rodiny Panny Marie, která zde má jednu ze dvou misijních stanic v Česku. Kostel byl kompletně, stejně jako fara, zrenovován. Farnost je oficiálně spravována z novohradského kláštera. Díky přítomnosti německy mluvícího kněze se na Dobré Vodě konají mše svaté i pro rakouské poutníky, kteří sem přicházejí v hojném počtu. Dobré Vodě se často přezdívá „Jihočeské Lurdy“.

## Bohoslužby
Každého 13. dne v měsíci (kromě neděle, tehdy 12.) se zde, v poutním kostele Panny Marie Těšitelky na Dobré Vodě, konají tzv. „Fatimské dny“. Jde o významnou událost, kdy se ve farnostech, spravovaných z Nových Hradů, nekonají žádné mše.
| Kostel                       | Místo      | Bohoslužba                               | Bohoslužba                                        | Poznámka                                                                 |
| ---------------------------- | ---------- | ---------------------------------------- | ------------------------------------------------- | ------------------------------------------------------------------------ |
| Kostel Panny Marie Těšitelky | Dobrá Voda | neděle pondělí úterý středa pátek sobota | 8.30 (česky), 15:00 (německy) 7:30 (německy) 8.30 | Každého 13. dne v měsíci (kromě neděle, tehdy 12.) se mše koná od 18:00. |